# Lodovico Melzi (militare)
Fra' Lodovico Melzi (Milano, 1558 – Magenta, 11 luglio 1617) è stato un generale italiano.

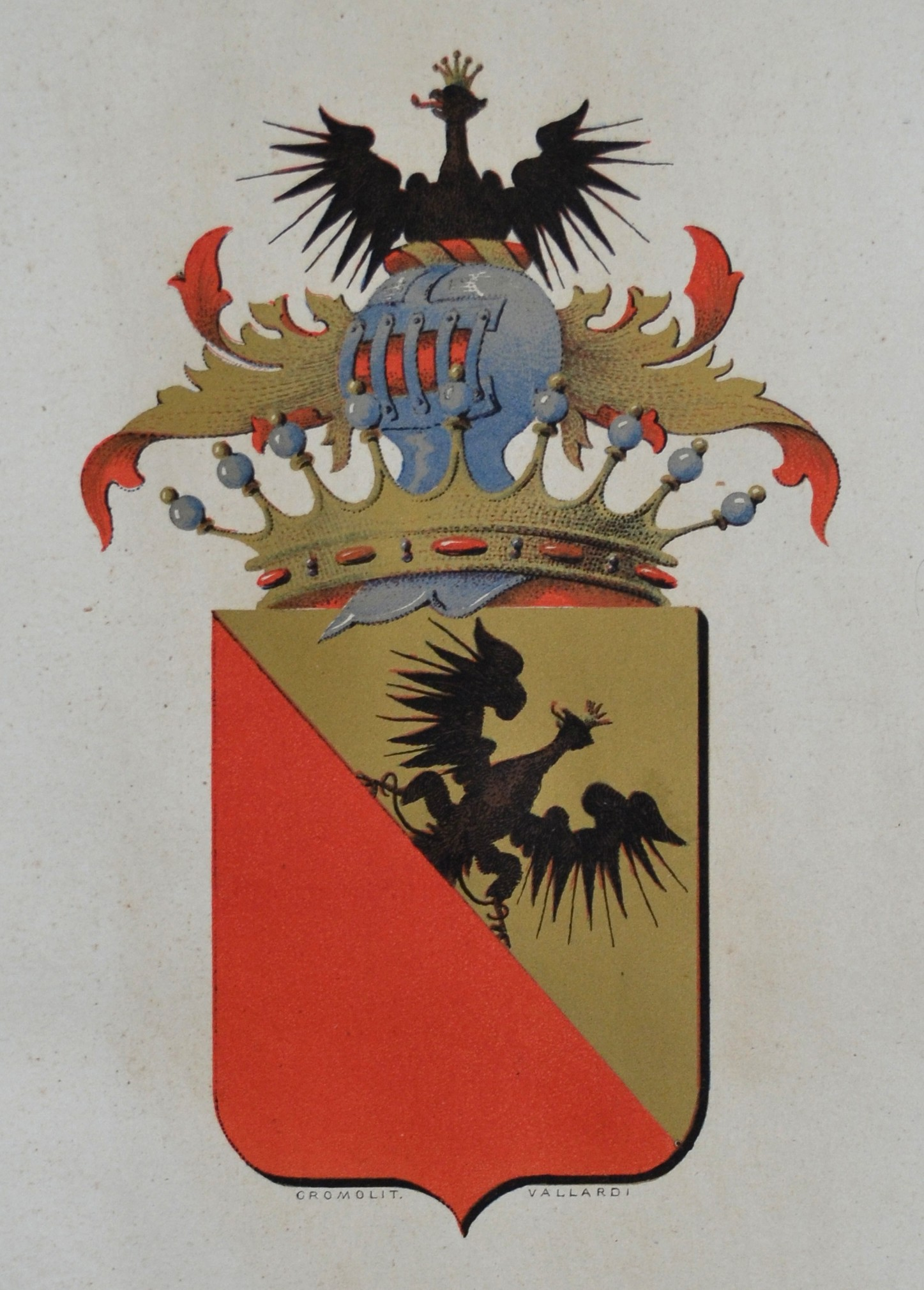
Stemma dei Melzi

Esponente della famiglia Melzi. Ha ricoperto il ruolo di luogotenente generale della cavalleria leggera di Fiandra e Brabante.

## Biografia
Nasce a Milano nel 1558, figlio cadetto di Ludovico, esponente dei Sessanta Decurioni e di Caterina Litta. È fratello del senatore Luigi Melzi e zio paterno del vicario di provvisione Lodovico Melzi.
Nominato Cavaliere dell'Ordine di Malta nella chiesa di S.M. della Vittoria a La Valletta il 12 maggio 1579. Giovanissimo ha, per cinque anni, il comando di una galera dell'Ordine. Si distingue nell'assedio di Rodi; prigioniero dei turchi e riscattato, venne nominato gran croce e priore di Napoli.
Il 9 agosto 1585 parte da Milano per la Fiandra a combattere con l'esercito spagnolo sotto Alessandro Farnese, duca di Parma, contro i calvinisti riuniti nella lega di Utrecht. Il 21 giugno 1586 si distingue all'assedio di Wanloo.
Pochi anni dopo, nel 1591 fu al servizio di papa Gregorio XIV come capitano della cavalleria sotto il comando del nipote del papa Ercole Sfondrati a combattere gli Ugonotti. L'esercito pontificio in tale occasione ebbe la peggio, tuttavia il Melzi riuscì a mantenere unite le sue truppe, andando in soccorso di Enrico di Rohan, politico e militare appartenente alla nobile e potente famiglia francese di origine britannica dei Rohan, di cui poco meno di due secoli dopo sarà esponente il Gran Maestro dell'Ordine di Malta Emmanuel de Rohan-Polduc. L'anno successivo, per ordine di Ferdinando Velasco Contestabile di Castiglia è in Francia in aiuto al duca di Savoia Carlo Emanuele I contro le truppe del re di Navarra, contribuendo alla presa di Cahors.
Nel 1595 si trova di nuovo in Fiandra sotto le bandiere dell'arciduca Alberto d'Austria con due compagnie di cavalleria: qui si distingue in più occasioni a Nimega a Berchem a Breda e poi ancora a Maastricht, a Düsseldorf fino alla epica presa di Ostenda il 21 settembre 1604.
A gratificazione delle sue imprese l'arciduca Alberto il 26 febbraio 1603 gli aumenta il soldo mensile; il mese dopo ottiene il grado di mastro di campo del terzo di fanteria italiana. Filippo III il 2 ottobre 1604 gli assegna una pensione vitalizia di 300 scudi e l'anno seguente, il 12 luglio, l'arciduca Alberto lo vuole al consiglio di guerra delle Fiandre. Dopo la morte in battaglia di Teodoro Trivulzio gli viene conferito, nel novembre 1605, il ruolo di luogotenente generale della cavalleria leggera di Fiandra e Brabante.
Nel novembre del 1613 fece ritorno a Milano dove era già stato nominato (da Filippo III nel 1611) membro del Consiglio segreto.
Il 20 agosto 1614 parte con il governatore di Milano don Juan Hurtado de Mendoza, marchese dell'Hinojosa, alla prima guerra di successione per il Monferrato contro il duca di Savoia. Il governatore in quella occasione gli conferisce il comando sopra tutti i mastri di campo: 500 cavalli e 7.500 fanti.
Colto da improvvisa febbre durante l'assedio di Vercelli, il Melzi viene trasportato a Magenta dove muore l'11 luglio 1617.

## Il saggio “Regole militari sopra il governo e servitio particolare della cavalleria”
Lodovico Melzi all'apice della sua carriera militare scrive un libro con dedica all'arciduca Alberto d'Asburgo in data da Anversa 20 giugno 1611. Obiettivo: con stile sobrio trasmettere le competenze raggiunte e “raccogliere insieme quelle regole che con l'esercitio di molt'anni io haveva osservate sopra il governo e servitio particolare della cavalleria”.  L'opera viene data alle stampe ad Anversa lo stesso 1611; e per il successo ottenuto in tutta Europa viene pubblicata e tradotta anche in spagnolo francese e fiammingo.
È una trattazione pratica di tattica militare secondo le esperienze maturate su campo e con molti esempi di vita vissuta. È anche la più chiara rappresentazione delle doti militari e della preparazione culturale del suo autore.
L'opera si articola in cinque libri e diversi capitoli per argomento che seguono una logica sistematica. Incisioni di tema bellico arricchiscono ogni capoverso; grandi tavole esplicative completano gli argomenti.